# بيرك جتين
بيرك جتين هو لاعب كرة قدم ألماني، ولد في 2 فبراير 2000 في فورسلن في ألمانيا. لعب مع Borussia Mönchengladbach II ‏.

## وصلات خارجية
- بيرك جتين على موقع اتحاد تركيا (لاعب) (الإنجليزية)
- بيرك جتين على موقع قاعدة بيانات كرة القدم.إي يو (الإنجليزية)
- بيرك جتين على موقع Soccerway.com (الإنجليزية)
- بيرك جتين على موقع عالم كرة القدم.نت (الإنجليزية)